# Тайгонос (полуостров)
Тайгоно́с — полуостров на северо-востоке Азии в России на территории Магаданской области и Камчатского края.

## География
Находится в северной части залива Шелихова, разделяет Гижигинскую губу на западе и Пенжинскую губу на востоке. В южной части полуострова расположены одноименные мыс, бухта и река.  На северо-востоке мыс Наблюдений, устья рек Хылвылчун и Уттывэй. 
Наивысшая отметка полуострова — 1483 м.
Ландшафт — горная тундра.